# Selyeb
Selyeb ist eine ungarische Gemeinde im Kreis Szikszó im Komitat Borsod-Abaúj-Zemplén.

## Geografische Lage
Selyeb liegt in Nordungarn, 29 Kilometer nordöstlich des Komitatssitzes Miskolc und 15 Kilometer nordöstlich der Kreisstadt Szikszó. Nachbargemeinden sind Nyésta, Abaújszolnok, Baktakék, Beret, Detek, Rásonysápberencs, Monaj, Kupa und Felsővadász.

## Geschichte
Im Jahr 1913 gab es in der damaligen Kleingemeinde 170 Häuser und 847 Einwohner auf einer Fläche von 2866 Katastraljochen. Sie gehörte zu dieser Zeit zum Bezirk Szikszó im Komitat Abaúj-Torna. 

## Sehenswürdigkeiten
- Griechisch-katholische Kirche Szent Péter és Pál főapostolok
- Nepomuki-Szent-János-Statue aus dem Jahr 1769
- Landhaus Tiszta, erbaut im 18. Jahrhundert im barocken Stil
- Reformierte Kirche
- Szent-Erzsébet-Statue, erschaffen von Sándor Nemes

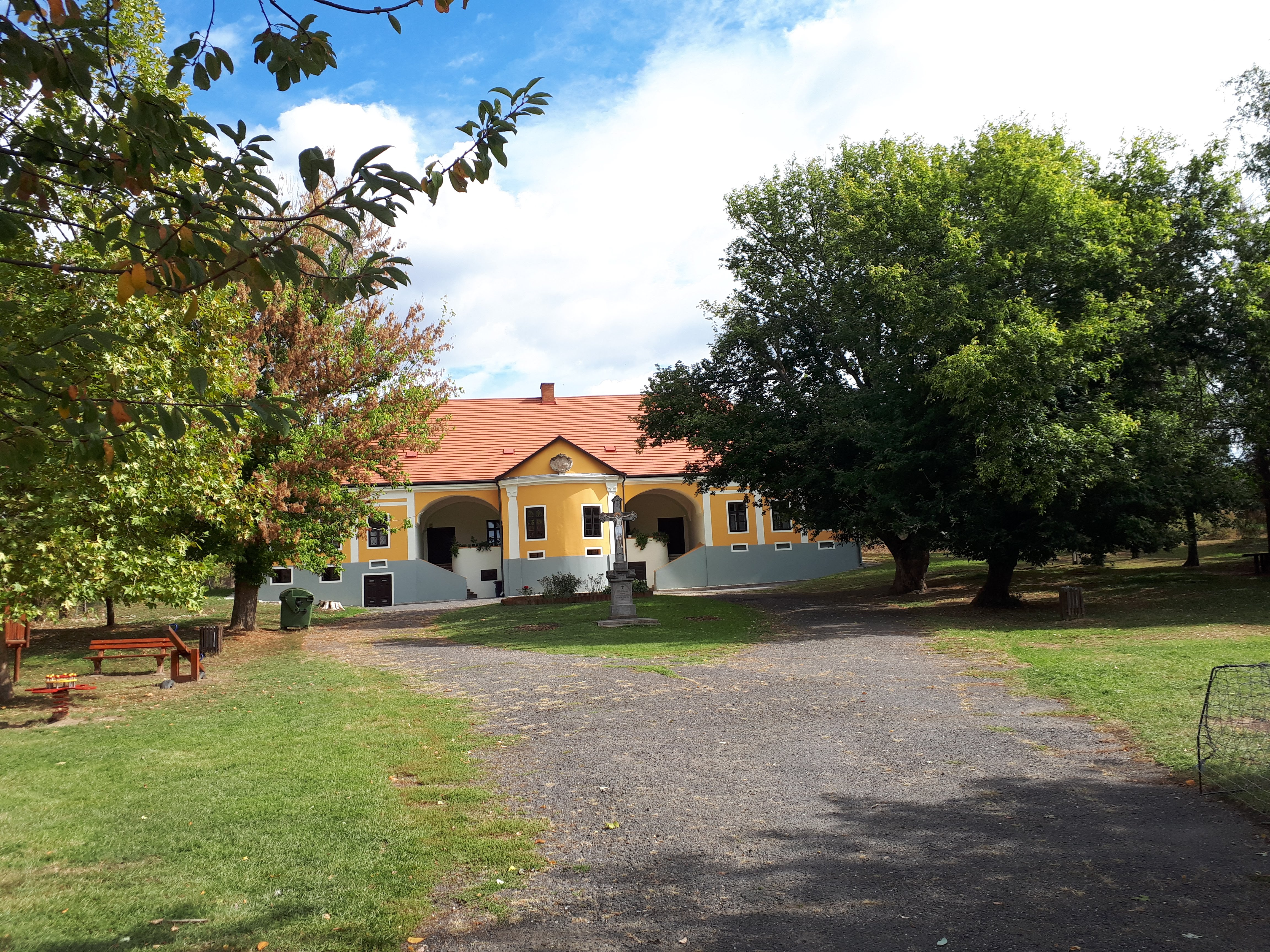
Landhaus Tiszta
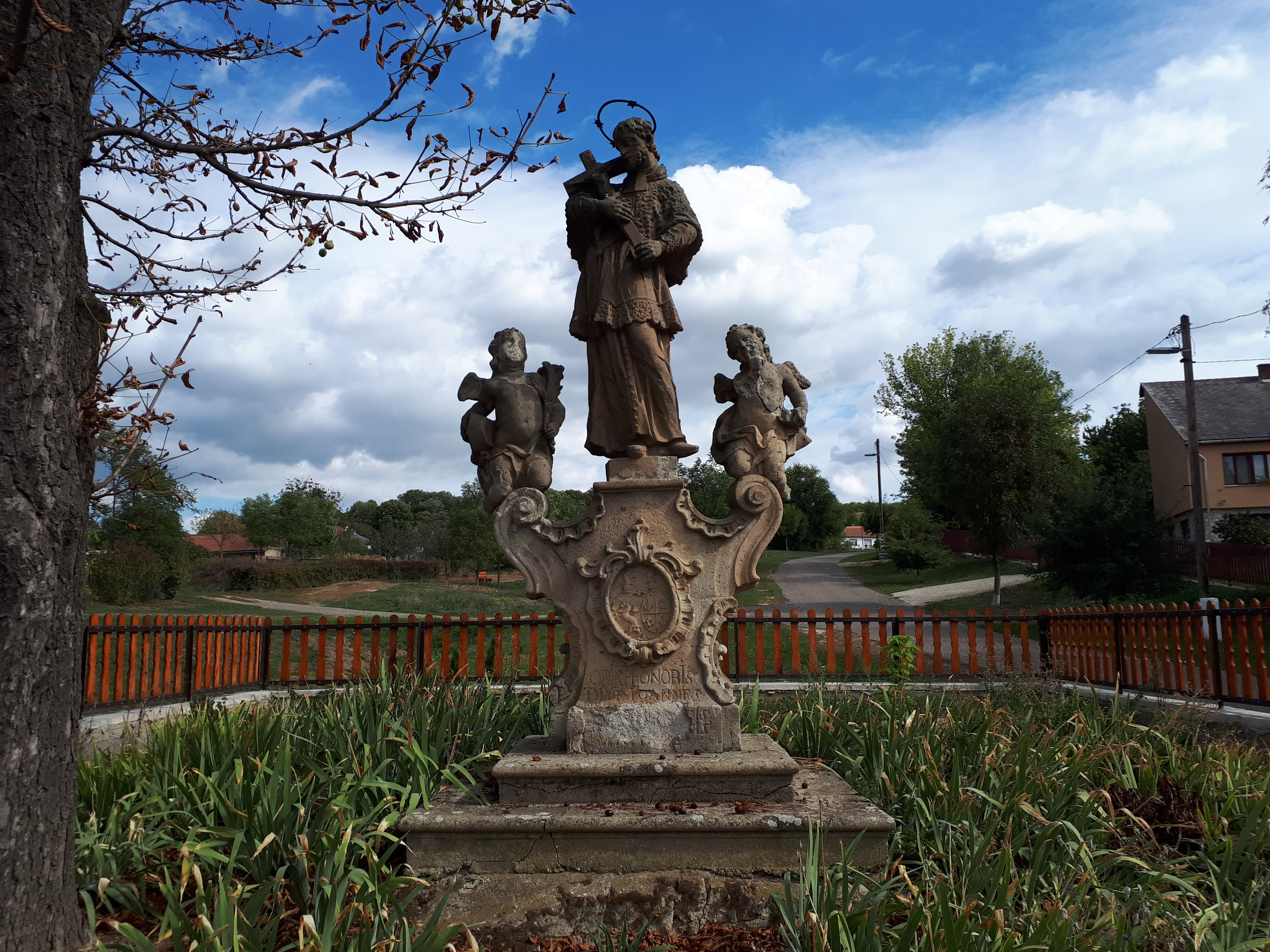
Nepomuki-Szent-János-Statue

## Verkehr
Durch Selyeb verläuft die Landstraße Nr. 2622. Es bestehen Busverbindungen nach Nyésta, Abaújszolnok sowie über Monaj, Homrogd und Alsóvadász nach Szikszó, wo sich der nächstgelegene Bahnhof befindet.